# Municipio de Juan L. Lacaze
Juan L. Lacaze es uno de los municipios del departamento de Colonia, Uruguay. Su sede es la ciudad homónima.

## Ubicación
El municipio se encuentra situado en la zona sur del departamento de Colonia, limitando al noroeste con el municipio de Tarariras, y al norte y este con el municipio de Rosario.

## Características
El municipio de Juan Lacaze fue creado a través de la Ley Nº 18653 del 15 de marzo de 2010, y forma parte del departamento de Colonia. Comprende los distritos electorales NLB y NLC de ese departamento.

### Localidades
El municipio comprende las siguientes localidades:
- Juan Lacaze (sede)
- Minuano
- Colonia Cosmopolita
- Arrivillaga

## Autoridades
La autoridad del municipio es el Concejo Municipal, compuesto por el Alcalde y cuatro Concejales.
Alcaldes según período:
| Nº | Alcalde          | Partido          | Inicio del mandato      | Fin del mandato         | Observaciones     | Concejales                                                                       |
| -- | ---------------- | ---------------- | ----------------------- | ----------------------- | ----------------- | -------------------------------------------------------------------------------- |
| 1  | Darío Brugmann   | Frente Amplio FA | 12 de julio de 2010     | julio de 2015           | Alcalde elegido   |                                                                                  |
| 2  | Darío Brugmann   | Frente Amplio FA | julio de 2015           | 26 de noviembre de 2020 | Alcalde reelegido | Fernando Uriarte (FA) Arturo Bentancor (FA) Juan Bonjour (PN) Ruben Fuentes (PN) |
| 3  | Arturo Bentancor | Frente Amplio FA | 27 de noviembre de 2020 | 2025                    | Alcalde elegido   | Lilians Dotti (FA) Juan Cruz Urricarriet (FA) Mario Clara (PN) Juan Mira (PN)    |